# متیو دنیس
متیو دنیس (انگلیسی: Mathieu Denis؛ زادهٔ ) فیلم‌نامه‌نویس و کارگردان اهل کانادا است.

## فیلمشناسی
- کسانی که انقلاب را در نیمه راه رها میکنند فقط گورهای خود را حفر میکنند